# International Federation of Audit Bureaux of Circulations
L'International Federation of Audit Bureaux of Circulations (IFABC) è un'organizzazione fondata nel 1963 a Stoccolma, in Svezia.
L'IFABC è una federazione cooperativa volontaria di organizzazioni sponsorizzate dall'industria aventi nelle nazioni di tutto il mondo per verificare e predisporre le reportistiche in fatto di circolazione delle pubblicazioni e dei dati correlati.
A partire dal 1963 si è svolta regolarmente un'assemblea generale ogni due anni nelle seguenti città: New York City, Parigi, Monaco, Copenaghen, Londra, Chicago, Madrid, Rio de Janeiro, Stoccolma, Tokyo, Toronto, Buenos Aires, Lucerna, Nuova Delhi, Berlino, Washington DC, Siviglia, Sydney e Kuala Lumpur.
La federazione facilita lo scambio di esperienze e buone pratiche tra le organizzazioni aderenti. L'obiettivo dell'IFABC è quello di collaborare con le organizzazioni nazionali e internazionali che supportino in modo costruttivo gli obiettivi e il lavoro dei suoi membri, i quali si impegnano a lavorare per la trasparenza e credibilità dei dati di diffusione dei media utilizzati dagli inserzionisti e dalle agenzie di comunicazione.

## Storia
Il primo tentativo organizzato di verificare i dati della domanda dicmercato dei media si manifestò per la prima volta negli Stati Uniti. Nel 1914, gli inserzionisti, le agenzie pubblicitarie e gli editori diedero vita all'Audit Bureau of Circulations, un programma cooperativo al quale si aderiva su base volontaria.

Negli anni '20 e '30, molti altri paesi istituirono organizzazioni simili.
Poiché il ruolo della pubblicità e dell'editoria crebbero significativamente nel marketing internazionale, in vari Paesi furono organizzati gli uffici per verificare la circolazione.
L'IFABC fu fondata in occasione del 13º Congresso dell'International Advertising Association tenutosi a Stoccolma nel 1963, allorché i responsabili degli uffici di revisione contabile decisero di formare un comitato di lavoro per sviluppare una serie di statuti comuni che il 29 maggio 1963 furono informalmente adottati dai delegati di dieci organizzazioni.
Dagli anni duemila esistono uffici di controllo in tutti i Paesi di tutto il mondo, i più affermati dei quali offrono servizi di certificazione indipendente da oltre 75 anni.
L'IFABC si basa sull'autoregolamentazione, la definizione autonoma di standard condivisi che possono poi essere adottati dagli operatori di settore su base volontaria.
Nel 1997 l'IFABC creò il Global Web Standards Group per lo sviluppo di standard digitali validi a livello internazionale. Fu uno dei primi gruppi di lavoro di questo tipo.

## Iscrizione
L'IFABC prevede quattro profili associativi:
- membri a pieno titolo: sono membri con diritto di voto e diritto all'uso del logo e dello slogan, vincolati a dotarsi di regole e procedure secondo le previsioni della Costituzione e dello Statuto del IFABC;
- membri affiliati: sono membri che non si conformano pienamente alla Costituzione e allo statuto dell'IFABC, ma il cui ordinamento interno è comunque sufficientemente adeguato perché siano accolti nel corpo associativo con la piena partecipazione;

é associati in abbonamento: è una tipologia associativa rivolta alle aziende che sono strettamente allineate ai settori di attività di IFABC (ad esempio i fornitori di carta);
- adesione in regime di reciprocità: è destinata ad altri enti del settore dei media che hanno interessi simili a quelli dell'IFABC e che collaborano come alleati per la gestione di iniziative comuni.

Solo i membri a pieno titolo hanno pieno diritto di voto e diritto all'uso del logo e dello slogan IFABC.

## Vision e mission
Secondo la pagina web IFABC, i loro obiettivi sono:
- incoraggiare e facilitare lo scambio di esperienze all'interno delle organizzazioni aderenti;
- lavorare per una maggiore standardizzazione e uniformità nella comunicazione dei dati di diffusione;
- incoraggiare l'istituzione di un ufficio di controllo di tali dati nei Paesi che ne fossero ancora privi;
- cooperare con le organizzazioni nazionali e internazionali in qualsiasi modo connesse con i membri e la loro attività.

Solo i membri a pieno titolo hanno pieno diritto di voto e l'uso del logo e dello slogan IFABC.

## Sistema di rilevazione
Un sistema di audit per verificare in modo verifica indipendente la circolazione dei prodotti editoriali e digitali è una combinazione di regole, regolamenti e protocolli, supportato da un team di persone, operazioni e infrastrutture. L'obiettivo è quello di essere in grado di fornire al mercato un quadro reale dell'andamento della diffusione delle pubblicazioni controllate.
Solo gli editori possiedono il quadro reale e completo della diffusione del loro titolo. Creando una ABC e il suo sistema di audit, l'industria pubblicitaria crea uno specchio che riflette in modo più accurato questa performance. L'immagine deve essere chiara, credibile, comprensibile e imparziale. I dati riportati devono essere trasmessi in modo tempestivo e affidabili al 100%, pnel medesimo grado degli indicatori di altri media.
L'essenza tecnica dell'audit di diffusione è la verifica indipendente della documentazione e della contabilità degli editori (in generale da parte dei dottori commercialisti), che fungono da prova quantitativa dei diversi tipi di diffusione di un titolo in un determinato periodo di tempo.
L'oggetto delle verifiche sono gli editori, mentre gli inserzionisti e le agenzie di comunicazione, nonché il pubblico generalista sono i consumatori dei dati controllati. Inserzionisti e agenzie formulano le proprie esigenze informative e di reportistica, oltre a gestire gli standard e i processi di audit Le tre parti dovrebbero collaborare per stabilire il sistema di audit più pratico, valido e affidabile per un determinato mercato.
Tale meccanismo è volto a garantire l'autonomia e indipendenza degli editori, degli inserzionisti e delle agenzie pubblicitarie, proteggendoli da ingerenze governative e dal progetto di una normazione statale di un'attività che purtuttavia impatta la sostenibilità economica di lungo termine e la sopravvivenza stessa dei media radiotelevisivi, digitali e della carta stampata, orientandone i contenuti diffusi e non.

L'intervento pubblico trova fondamento e legittimazione nella tutela del bene comune della libertà di stampa, del pluralismo delle fonti di informazione e della concorrenza di settore, anche rispetto alla creazione di oligopoli, centri di potere e di interessi lobbistici delle quali l'opinione pubblica e l'immaginario collettivo non vengono adeguatamente informati.